# Mostafa Sharifat
Mostafa Sharifat (16 de setembro de 1987) é um voleibolista profissional iraniano.

## Carreira
Mostafa Sharifat é membro da seleção iraniana de voleibol masculino. Em 2016, representou seu país na sua primeira participação no voleibol nos Jogos Olímpicos de Verão no Rio de Janeiro, que ficou em 8º lugar.